# Morti il 27 marzo
| Questa pagina contiene informazioni ricavate automaticamente dalle voci biografiche con l'ausilio del template Bio e di un bot. L'aggiornamento è periodico e automatico e ricostruisce completamente la pagina. Se manca una persona in questa lista, sei pregato di non aggiungerla, ma accertati piuttosto che la sua voce biografica contenga il template Bio e che i dati anagrafici siano correttamente compilati. Se il template Bio manca, inseriscilo tu stesso o, in alternativa, metti l'avviso {{tmp\|Bio}} che ne segnala la mancanza. Se i dati riportati sono sbagliati, correggi direttamente la voce biografica; le modifiche saranno visibili in questa lista entro pochi giorni. Per chiarimenti vedi il progetto biografie. La lista contiene solo le 522 persone che sono citate nell'enciclopedia e per le quali è stato implementato correttamente il template Bio. Pagina aggiornata al 13 ago 2025. |

## I secolo a.C.(1)
- 47 a.C. - Tolomeo XIII, sovrano egizio

## VIII secolo(1)
- 718 - Ruperto di Salisburgo, vescovo, abate e santo franco

## IX secolo(1)
- 853 - Aimone di Halberstadt, vescovo e santo tedesco

## X secolo(3)
- 916 - Audoin I d'Angoulême, conte
- 964 - Arnolfo I di Fiandra, conte
- 973 - Ermanno di Sassonia, nobile tedesco

## XI secolo(1)
- 1045 - Adalberone II di Ebersberg, nobile tedesco

## XII secolo(2)
- 1166 - Umberto I da Pirovano, arcivescovo cattolico e politico italiano
- 1180 - Al-Mustadi', califfo (n. 1142)

## XIII secolo(3)
- 1223 - Raimondo Ruggero di Foix, conte
- 1248 - Matilde Marshal, nobile britannica (n. 1192)
- 1249 - Ottone III d'Olanda, vescovo cattolico tedesco

## XIV secolo(4)
- 1360 - Andrea di Antiochia, religioso normanno (n. 1268)
- 1378 - Papa Gregorio XI, papa, vescovo cattolico e cardinale francese (n. 1330)
- 1381 - Giovanna Manuele, sovrana spagnola (n. 1339)
- 1390 - Edvige di Żagań, nobile polacca

## XV secolo(4)
- 1427 - Rinaldo Brancaccio, cardinale italiano
- 1462 - Basilio II di Russia, principe russo (n. 1415)
- 1472 - Janus Pannonius, vescovo cattolico, poeta e umanista ungherese (n. 1434)
- 1482 - Maria di Borgogna, duchessa (n. 1457)

## XVI secolo(8)
- 1510 - Beatrice di Frangipan, nobildonna croata (n. 1480)
- 1532 - Giovanni II di Opole, nobile polacco
- 1546 - Juan Díaz, teologo spagnolo (n. 1510)
- 1564 - Çelebi Lütfi Pascià, politico e militare ottomano
- 1574 - Takeda Nobutora, militare giapponese (n. 1494)
- 1576 - Lelio Torelli, funzionario e giurista italiano (n. 1498)
- 1586 - Maximilien Morillon, vescovo cattolico belga (n. 1517)
- 1598 - Theodor de Bry, editore, tipografo e incisore belga (n. 1528)

## XVII secolo(16)
- 1610 - Innocenzo Del Bufalo-Cancellieri, cardinale e vescovo cattolico italiano (n. 1566)
- 1613 - Zsigmond Báthory, nobile rumeno (n. 1572)
- 1613 - Monserrat Rosselló, giurista spagnolo (n. 1568)
- 1615 - Margherita di Valois, regina francese (n. 1553)
- 1617 - Giorgio II di Pomerania, nobile tedesco (n. 1582)
- 1621 - Benedetto Giustiniani, cardinale italiano (n. 1554)
- 1624 - Richard Cocks, navigatore e mercante britannico (n. 1566)
- 1625 - Giacomo I d'Inghilterra, re (n. 1566)
- 1625 - Antonio de Herrera y Tordesillas, storico spagnolo (n. 1549)
- 1629 - Baldassare Maggi, architetto svizzero
- 1633 - Peeter Cornet, compositore e organista fiammingo
- 1636 - Helfrich Ulrich Hunnius, giurista tedesco (n. 1583)
- 1641 - Jerónima de Burgos, attrice teatrale spagnola
- 1676 - Francisco Fernández de la Cueva, ufficiale spagnolo (n. 1619)
- 1678 - Juan de Leyva de la Cerda, spagnolo (n. 1604)
- 1679 - Hendrick Berckman, pittore e disegnatore olandese (n. 1629)

## XVIII secolo(19)
- 1714 - Antonio Ulrico di Brunswick-Wolfenbüttel, nobile, scrittore e poeta tedesco (n. 1633)
- 1714 - Carlotta Amalia d'Assia-Kassel, sovrana danese (n. 1650)
- 1715 - Augusto di Sassonia-Merseburg, nobile (n. 1655)
- 1721 - Giacomo Maria Airoli, gesuita e orientalista italiano (n. 1660)
- 1723 - Constantyn Netscher, pittore olandese (n. 1668)
- 1726 - Carlo Luigi Pietragrua, compositore italiano (n. 1665)
- 1729 - Leopoldo di Lorena, duca francese (n. 1679)
- 1735 - Ján Baltazár Magin, presbitero, poeta e storico slovacco (n. 1681)
- 1743 - Teresa Emanuela di Baviera, nobile tedesca (n. 1723)
- 1745 - Tommaso Crudeli, poeta e giurista italiano (n. 1702)
- 1746 - Zaccaria Canal, politico e diplomatico italiano (n. 1685)
- 1757 - Johann Stamitz, compositore e violinista ceco (n. 1717)
- 1770 - Jacopo Stellini, abate, scrittore e filosofo italiano (n. 1699)
- 1770 - Giambattista Tiepolo, pittore e incisore italiano (n. 1696)
- 1771 - Filippo Lante Montefeltro della Rovere, IV duca di Bomarzo, nobile italiano (n. 1709)
- 1778 - Nicolas-Sébastien Adam, scultore francese (n. 1705)
- 1779 - Mathieu-François Pidansat de Mairobert, scrittore e giornalista francese (n. 1707)
- 1781 - Paolo Calvi, storico italiano (n. 1716)
- 1792 - Friedrich Ludwig Benda, direttore d'orchestra, compositore e violinista tedesco (n. 1746)

## XIX secolo(91)
- 1801 - Paolina Secco Suardo, poetessa italiana (n. 1746)
- 1802 - Federico Ferrario, pittore italiano (n. 1714)
- 1803 - Onofrio Tataranni, filosofo e saggista italiano (n. 1727)
- 1805 - Filippo Marchionni, architetto e pittore italiano (n. 1732)
- 1807 - Michele Mortellari, compositore italiano
- 1809 - Joseph-Marie Vien, pittore francese (n. 1716)
- 1814 - Emily Lennox, nobildonna inglese (n. 1731)
- 1818 - Elizaveta Aleksandrovna Stroganova, nobildonna russa (n. 1779)
- 1819 - Jean Fabre de la Martillière, generale e politico francese (n. 1732)
- 1820 - Gerhard von Kügelgen, pittore tedesco (n. 1772)
- 1824 - Louis-Marie de La Révellière-Lépeaux, politico francese (n. 1753)
- 1827 - Dmitrij Vladimirovič Venevitinov, poeta e scrittore russo (n. 1805)
- 1827 - François Alexandre Frédéric de La Rochefoucauld-Liancourt, politico, imprenditore e nobile francese (n. 1747)
- 1831 - François Lays, baritono e tenore francese (n. 1758)
- 1831 - Nicolas Ponce, scrittore, disegnatore e incisore francese (n. 1746)
- 1834 - George Stewart, VIII conte di Galloway, ammiraglio e politico scozzese (n. 1768)
- 1836 - François-Antoine Arbaud, vescovo cattolico francese (n. 1768)
- 1836 - James Fannin, politico e militare statunitense (n. 1804)
- 1837 - Pierre Coudrin, presbitero francese (n. 1768)
- 1837 - Giovanni Fraschina, vescovo cattolico svizzero (n. 1750)
- 1837 - Maria Fitzherbert, britannica (n. 1756)
- 1837 - Thomas Thynne, II marchese di Bath, politico inglese (n. 1765)
- 1837 - Otto Magnus von Stackelberg, archeologo tedesco (n. 1786)
- 1839 - Gaetano Baccari, presbitero e bibliotecario italiano (n. 1752)
- 1843 - Martin-Guillaume Biennais, orafo francese (n. 1764)
- 1843 - Charles Colville, generale britannico (n. 1770)
- 1843 - Jakob Gauermann, pittore tedesco (n. 1773)
- 1843 - Henry Neville, II conte di Abergavenny, nobile inglese (n. 1755)
- 1844 - Dmitrij Vladimirovič Golicyn, principe e generale russo (n. 1771)
- 1844 - Giuseppe Micali, archeologo e storico italiano (n. 1768)
- 1845 - Carlo Forti, ingegnere italiano (n. 1766)
- 1845 - Victor Lhérie, attore, drammaturgo e librettista francese (n. 1808)
- 1847 - Francesco Zola, militare e ingegnere italiano (n. 1795)
- 1848 - Gabriel Bibron, zoologo francese (n. 1805)
- 1849 - Archibald Acheson, II conte di Gosford, politico irlandese (n. 1776)
- 1849 - Mauro Rusconi, medico e naturalista italiano (n. 1776)
- 1850 - Wilhelm Beer, banchiere e astronomo tedesco (n. 1797)
- 1853 - Johann Adam Ackermann, pittore tedesco (n. 1780)
- 1854 - Carlo III di Parma, nobile italiano (n. 1823)
- 1854 - William Bentinck, IV duca di Portland, politico britannico (n. 1768)
- 1855 - Carlo Bartolomeo Bermondi, magistrato e politico italiano (n. 1786)
- 1855 - Richard Cromwell Carpenter, architetto britannico (n. 1812)
- 1856 - Ekaterina Semënovna Voroncova, nobildonna russa (n. 1783)
- 1857 - Antonio Colla, astronomo e meteorologo italiano (n. 1806)
- 1858 - Jean Guillaume Audinet-Serville, entomologo francese (n. 1775)
- 1858 - John Hogan, scultore irlandese (n. 1800)
- 1858 - Konstantin Markovič Poltorackij, generale russo (n. 1782)
- 1859 - Ridolfo Castinelli, ingegnere e politico italiano (n. 1791)
- 1859 - Adelaide Tosi, soprano italiano (n. 1800)
- 1861 - Antonio Mazzarosa, politico italiano (n. 1780)
- 1864 - Jean-Jacques Ampère, scrittore francese (n. 1800)
- 1867 - Giuseppe Ciani, presbitero e storico italiano (n. 1793)
- 1867 - Prideaux John Selby, ornitologo, botanico e artista inglese (n. 1788)
- 1868 - Louis-Édouard Cestac, presbitero francese (n. 1801)
- 1868 - Krishnaraja Wodeyar III, principe indiano (n. 1794)
- 1869 - James Harper, politico e editore statunitense (n. 1795)
- 1871 - Adelaide Cairoli, patriota italiana (n. 1806)
- 1873 - Teresa Gamba Guiccioli, nobile e scrittrice italiana (n. 1799)
- 1874 - Giovanni Filippo Galvagno, avvocato e politico italiano (n. 1801)
- 1874 - Benedetto Viale Prelà, medico italiano (n. 1796)
- 1875 - Edgar Quinet, storico, scrittore e politico francese (n. 1803)
- 1875 - Juan Crisóstomo Torrico, politico peruviano (n. 1808)
- 1876 - Celeste Menotti, patriota italiano (n. 1802)
- 1877 - Francesco Conelli de' Prosperi, politico italiano (n. 1801)
- 1878 - Giovanni Battista Carducci, architetto e mecenate italiano (n. 1806)
- 1878 - George Gilbert Scott, architetto britannico (n. 1811)
- 1879 - Hércules Florence, inventore e pittore francese (n. 1804)
- 1879 - Ilarione Sillani, vescovo cattolico italiano (n. 1812)
- 1879 - Valdemaro di Prussia, principe prussiano (n. 1868)
- 1880 - Francis Alexander, pittore statunitense (n. 1800)
- 1881 - Carlo Corradino Chigi, militare e politico italiano (n. 1802)
- 1882 - Jørgen Moe, poeta, scrittore e vescovo luterano norvegese (n. 1813)
- 1882 - Mütercim Mehmed Rüşdi Pascià, politico ottomano (n. 1811)
- 1883 - Philipp Christoph Zeller, entomologo tedesco (n. 1808)
- 1884 - Richard Böhm, zoologo e esploratore tedesco (n. 1854)
- 1885 - Serafino Amedeo De Ferrari, compositore, direttore d'orchestra e pianista italiano (n. 1824)
- 1885 - Friedrich Johann Joseph Cölestin von Schwarzenberg, cardinale e arcivescovo cattolico austriaco (n. 1809)
- 1886 - Augusta Tanari Malvezzi, nobile e patriota italiana (n. 1831)
- 1887 - Koloman Banšell, pastore protestante, poeta e scrittore slovacco (n. 1850)
- 1888 - Francesco Faà di Bruno, matematico e presbitero italiano (n. 1825)
- 1891 - Biagio Caranti, banchiere, patriota e politico italiano (n. 1837)
- 1891 - Franz von Meran, conte austriaco (n. 1839)
- 1892 - Francesco Francesconi, religioso e filosofo italiano (n. 1823)
- 1893 - Leopold Edelsheim, generale austriaco (n. 1826)
- 1893 - Alphonse Beau de Rochas, inventore e ingegnere francese (n. 1815)
- 1897 - Paolo Angelo Ballerini, patriarca cattolico italiano (n. 1814)
- 1898 - Édouard Delessert, pittore e fotografo francese (n. 1828)
- 1898 - Syed Ahmed Khan, filosofo e educatore indiano (n. 1817)
- 1898 - Francesca di Braganza, principessa brasiliana (n. 1824)
- 1899 - Enrico Pazzi, scultore e museologo italiano (n. 1818)
- 1900 - Antonio Nunziante, politico italiano (n. 1830)

## XX secolo(236)
- 1902 - Egidio Osio, generale italiano (n. 1840)
- 1905 - Heranush Arshagyan, poetessa e romanziera armena (n. 1887)
- 1905 - Emanuele Lolli, politico italiano (n. 1819)
- 1906 - Eduardo Adaro Magro, architetto spagnolo (n. 1848)
- 1906 - Eugène Carrière, pittore francese (n. 1849)
- 1906 - Marcellino da Civezza, scrittore italiano (n. 1822)
- 1906 - Aleksandr Silbernik, esperantista polacco (n. 1832)
- 1910 - Alexander Emanuel Agassiz, ingegnere e biologo svizzero (n. 1835)
- 1912 - Tibor von Földváry, pattinatore artistico su ghiaccio ungherese (n. 1863)
- 1912 - Francesco Matteucci, politico italiano (n. 1847)
- 1914 - Spencer Gore, pittore britannico (n. 1878)
- 1914 - Joséphine Houssay, pittrice e litografa francese (n. 1840)
- 1916 - Michele Vitali Mazza, militare italiano (n. 1895)
- 1917 - Giuseppe Sommaruga, architetto italiano (n. 1867)
- 1918 - Henry Brooks Adams, scrittore e storico statunitense (n. 1838)
- 1918 - Martin Sheridan, discobolo, pesista e lunghista statunitense (n. 1881)
- 1919 - Renato De Censi, calciatore e militare italiano (n. 1893)
- 1921 - Paul Bor, ciclista su strada francese (n. 1877)
- 1921 - Mouha ou Hammou Zayani, condottiero berbero
- 1922 - Giuseppe Beltrone, pittore italiano (n. 1851)
- 1922 - Giannetto Cavasola, politico italiano (n. 1840)
- 1922 - Philippe Guye, chimico svizzero (n. 1862)
- 1922 - Otto Hirschfeld, storico, archeologo e epigrafista tedesco (n. 1843)
- 1922 - Vittorio Emanuele Marzotto, imprenditore e politico italiano (n. 1858)
- 1922 - Nikolaj Aleksandrovič Sokolov, compositore russo (n. 1859)
- 1923 - James Dewar, fisico e chimico britannico (n. 1842)
- 1923 - Luigi Tulumello, letterato, giurista e politico italiano (n. 1850)
- 1924 - Alice Carmen Gouvy, designer statunitense
- 1924 - John George Alexander Leishman, imprenditore e diplomatico statunitense (n. 1857)
- 1924 - Walter Parratt, organista e compositore inglese (n. 1841)
- 1925 - Alberto Cioci, insegnante e scrittore italiano (n. 1867)
- 1925 - Carl Gottfried Neumann, matematico tedesco (n. 1832)
- 1926 - Salvatore Marchesi, pittore italiano (n. 1852)
- 1926 - Georges Vézina, hockeista su ghiaccio canadese (n. 1887)
- 1927 - Klaus Berntsen, politico danese (n. 1844)
- 1927 - William Healey Dall, naturalista e paleontologo statunitense (n. 1845)
- 1927 - Carl Prohaska, compositore, pedagogo e direttore d'orchestra austriaco (n. 1869)
- 1928 - Fiorello Giraud, tenore italiano (n. 1870)
- 1928 - Roberto Lepetit, imprenditore italiano (n. 1865)
- 1928 - Leslie Stuart, compositore inglese (n. 1864)
- 1928 - Walt Whitman, attore statunitense (n. 1859)
- 1929 - Margaret Grosvenor, marchesa di Cambridge, nobildonna inglese (n. 1873)
- 1929 - Kishan Singh di Bharatpur, indiano (n. 1899)
- 1930 - Christina Greenstidel, mistica e docente tedesca (n. 1866)
- 1931 - Arnold Bennett, scrittore, drammaturgo e giornalista inglese (n. 1867)
- 1931 - Carlo Dadone, scrittore italiano (n. 1864)
- 1932 - Vittorio Brondi, politico italiano (n. 1863)
- 1933 - Matilde di Sassonia, principessa tedesca (n. 1862)
- 1934 - Giuseppe Luigi Beneventano, imprenditore e politico italiano (n. 1840)
- 1934 - Dario Carbone, architetto, ingegnere e urbanista italiano (n. 1857)
- 1935 - Huzayma bint Nasser, principessa araba (n. 1884)
- 1937 - Alberto Nin Frías, scrittore uruguaiano (n. 1878)
- 1937 - Gustave Surand, pittore e scultore francese (n. 1860)
- 1938 - Romolo Bacchini, regista, musicista e attore italiano (n. 1872)
- 1938 - Frigyes Mezei, velocista ungherese (n. 1887)
- 1938 - A. W. Sandberg, regista e sceneggiatore danese (n. 1887)
- 1938 - Tom Seeberg, tiratore a segno norvegese (n. 1860)
- 1938 - William Stern, psicologo e filosofo tedesco (n. 1871)
- 1939 - Gus Leonard, attore statunitense (n. 1859)
- 1939 - Ferdinand von Quast, generale tedesco (n. 1850)
- 1940 - Madeleine Astor, socialite statunitense (n. 1893)
- 1940 - Pietro Buzzi, imprenditore italiano (n. 1879)
- 1940 - Wilhelm Kusserow, tedesco (n. 1914)
- 1940 - Michael Joseph Savage, politico neozelandese (n. 1872)
- 1940 - Andrea Torre, giornalista e politico italiano (n. 1866)
- 1940 - Walter Weston, presbitero e missionario inglese (n. 1860)
- 1940 - Emil Åberg, pittore, incisore e illustratore svedese (n. 1864)
- 1941 - Primo Riccitelli, compositore italiano (n. 1875)
- 1943 - Serena Lederer, collezionista d'arte e mecenate austro-ungarica (n. 1867)
- 1943 - Urbano Mancini, militare e aviatore italiano (n. 1912)
- 1943 - Gavino Pizzolato, generale italiano (n. 1884)
- 1944 - Guido Vittoriano Basile, avvocato italiano (n. 1893)
- 1944 - Eduino Francini, partigiano italiano (n. 1925)
- 1944 - Cecil Harcourt Smith, archeologo britannico (n. 1859)
- 1944 - Gina Lombroso, divulgatrice scientifica, medico e scrittrice italiana (n. 1872)
- 1945 - Fausto Atti, politico e rivoluzionario italiano (n. 1900)
- 1945 - Vincent Hugo Bendix, inventore e imprenditore statunitense (n. 1881)
- 1945 - Karl Bülowius, generale tedesco (n. 1890)
- 1945 - Friedrich-Wilhelm Deutsch, generale tedesco (n. 1895)
- 1945 - Ángel Melogno, calciatore uruguaiano (n. 1905)
- 1945 - Halid Ziya Uşaklıgil, scrittore, poeta e drammaturgo turco (n. 1865)
- 1946 - Karl Groos, psicologo tedesco (n. 1861)
- 1946 - Ludvig Kornerup, arbitro di calcio e allenatore di calcio danese (n. 1871)
- 1946 - George Larkin, attore statunitense (n. 1887)
- 1946 - Gabriela Preissová, scrittrice e drammaturga ceca (n. 1862)
- 1946 - Torello Santini, scultore italiano (n. 1875)
- 1947 - Sydney Howard Smith, tennista e giocatore di badminton britannico (n. 1872)
- 1948 - Mario Lomini, pittore italiano (n. 1887)
- 1949 - Gregory Mathews, ornitologo australiano (n. 1876)
- 1950 - Dezső Földes, schermidore ungherese (n. 1880)
- 1950 - Gaetano Lama, compositore italiano (n. 1886)
- 1951 - César Garin, ciclista su strada italiano (n. 1879)
- 1952 - Kiichirō Toyoda, imprenditore giapponese (n. 1894)
- 1956 - Jens Kristian Jensen, ginnasta danese (n. 1885)
- 1956 - Évariste Lévi-Provençal, arabista, islamista e storico francese (n. 1894)
- 1956 - William McKie, lottatore britannico (n. 1884)
- 1956 - Giuseppe Merosi, progettista e imprenditore italiano (n. 1872)
- 1956 - Francesco Paoloni, giornalista e politico italiano (n. 1875)
- 1957 - Laura Gore, attrice italiana (n. 1918)
- 1958 - Robert Baberske, direttore della fotografia tedesco (n. 1900)
- 1958 - Vladimir Volodin, attore sovietico (n. 1896)
- 1959 - Giosuè Lombardi, ciclista su strada italiano (n. 1893)
- 1959 - Grant Withers, attore statunitense (n. 1905)
- 1960 - Armando Agnini, direttore d'orchestra italiano
- 1960 - Matt Kingsley, calciatore inglese (n. 1874)
- 1960 - Gregorio Marañón, medico, scrittore e filosofo spagnolo (n. 1887)
- 1960 - Egbert Picker, generale tedesco (n. 1895)
- 1961 - Giovanni Poggi, storico e museologo italiano (n. 1880)
- 1961 - Minoru Sasaki, generale giapponese (n. 1893)
- 1962 - James Basevi, scenografo britannico (n. 1890)
- 1962 - Jack Britton, pugile statunitense (n. 1885)
- 1962 - Franco Coop, attore italiano (n. 1891)
- 1963 - Giuseppe Anepeta, violinista, pianista e compositore italiano (n. 1900)
- 1963 - Harold Dow Bugbee, artista, illustratore e pittore statunitense (n. 1900)
- 1963 - Harry Piel, regista, sceneggiatore e attore tedesco (n. 1892)
- 1964 - Hermann Garrn, calciatore tedesco (n. 1888)
- 1964 - Roger Motz, politico belga (n. 1904)
- 1965 - Francis Cuggy, calciatore e allenatore di calcio inglese (n. 1889)
- 1965 - Dirk Lotsij, calciatore olandese (n. 1882)
- 1965 - Aidan McQueen, calciatore inglese (n. 1882)
- 1965 - Johannes Osten, schermidore olandese (n. 1879)
- 1966 - José María Albareda, farmacologo, agronomo e presbitero spagnolo (n. 1902)
- 1966 - Karl König, pediatra austriaco (n. 1902)
- 1966 - Helen Menken, attrice teatrale statunitense (n. 1901)
- 1966 - Jef Moerenhout, ciclista su strada belga (n. 1910)
- 1967 - Henri Grialou, presbitero francese (n. 1894)
- 1967 - Jaroslav Heyrovský, chimico cecoslovacco (n. 1890)
- 1967 - Nikolaj Jakovlevič Jut Zolotov, scrittore, etnologo e critico letterario russo (n. 1898)
- 1967 - Kathleen Innes, pacifista inglese (n. 1883)
- 1968 - Jurij Gagarin, cosmonauta, aviatore e politico sovietico (n. 1934)
- 1968 - Paul John Hallinan, arcivescovo cattolico statunitense (n. 1911)
- 1969 - Antonio Pigliaru, giurista, filosofo e educatore italiano (n. 1922)
- 1970 - Franco Asco, scultore italiano (n. 1903)
- 1970 - Pietro Braga, calciatore italiano (n. 1898)
- 1970 - Stéphanie Guerzoni, pittrice svizzera (n. 1887)
- 1971 - Albin Grau, artista, architetto e esoterista tedesco (n. 1884)
- 1971 - Otto Höss, calciatore austriaco (n. 1902)
- 1972 - Francesco Curreli, partigiano italiano (n. 1903)
- 1972 - Maurits Cornelis Escher, incisore olandese (n. 1898)
- 1972 - Frank Ludlow, ufficiale e naturalista britannico (n. 1885)
- 1972 - Mariano da Torino, presbitero, conduttore radiofonico e conduttore televisivo italiano (n. 1906)
- 1972 - Lorenzo Wright, velocista e lunghista statunitense (n. 1926)
- 1973 - Aldo Carpi, pittore e scultore italiano (n. 1886)
- 1973 - Michail Konstantinovič Kalatozov, sceneggiatore, regista e direttore della fotografia sovietico (n. 1903)
- 1973 - Maria Martins, scultrice brasiliana (n. 1894)
- 1974 - Dino Ciani, pianista italiano (n. 1941)
- 1974 - Eduardo Santos, politico, giornalista e avvocato colombiano (n. 1888)
- 1974 - Kon Shimizu, fumettista e vignettista giapponese (n. 1912)
- 1974 - Wang Ming, politico cinese (n. 1904)
- 1975 - Arthur Bliss, compositore britannico (n. 1891)
- 1975 - Gertrude Niesen, cantante, attrice e paroliera statunitense (n. 1911)
- 1975 - Tom Pendlebury, cestista canadese (n. 1913)
- 1976 - Alessandro Pomi, pittore e decoratore italiano (n. 1890)
- 1977 - Diana Hyland, attrice statunitense (n. 1936)
- 1977 - Juan Marinello, scrittore e politico cubano (n. 1898)
- 1977 - Eve Meyer, attrice, modella e produttrice cinematografica statunitense (n. 1928)
- 1977 - Ugo Ortona, pittore e incisore italiano (n. 1888)
- 1977 - Ignazio Stella, pugile italiano (n. 1907)
- 1977 - Jacob Louis Veldhuyzen van Zanten, aviatore olandese (n. 1927)
- 1978 - Kunwar Digvijay Singh, hockeista su prato indiano (n. 1922)
- 1978 - Sverre Farstad, pattinatore di velocità su ghiaccio norvegese (n. 1920)
- 1978 - Ninì Gordini Cervi, attrice italiana (n. 1907)
- 1979 - Amelia Podetti, scrittrice, filosofa e docente argentina (n. 1928)
- 1980 - Steve Fisher, scrittore e sceneggiatore statunitense (n. 1912)
- 1980 - Jean Forest, attore e sceneggiatore francese (n. 1912)
- 1981 - Jacob Ackeret, fisico svizzero (n. 1898)
- 1981 - Eraldo Da Roma, montatore italiano (n. 1900)
- 1981 - Mao Dun, scrittore e critico letterario cinese (n. 1896)
- 1982 - Vittorio Marullo di Condojanni, diplomatico italiano (n. 1907)
- 1982 - Betty Schade, attrice tedesca (n. 1895)
- 1982 - Hubert Schiffer, prete e gesuita tedesco (n. 1915)
- 1982 - Leo Todeschini, militare italiano (n. 1916)
- 1982 - Giuseppe Tudisco, politico italiano (n. 1903)
- 1983 - James Hayter, attore britannico (n. 1907)
- 1983 - Aldo Petri, politico e storico italiano (n. 1918)
- 1983 - Richard Stankiewicz, scultore statunitense (n. 1922)
- 1984 - Jack Donohue, regista, produttore televisivo e attore statunitense (n. 1908)
- 1984 - Colin French, pallanuotista australiano (n. 1916)
- 1984 - Myles Turner, tanzaniano (n. 1921)
- 1985 - Pierino Baffi, ciclista su strada italiano (n. 1930)
- 1985 - Hugh Farquharson, hockeista su ghiaccio canadese (n. 1911)
- 1985 - Ezio Tarantelli, economista italiano (n. 1941)
- 1986 - Constantin Stanciu, calciatore rumeno (n. 1907)
- 1987 - Giuseppe Ambrosoli, medico, presbitero e missionario italiano (n. 1923)
- 1987 - Jacques Chalifour, cestista francese (n. 1926)
- 1988 - Damaso da Celle Ligure, presbitero italiano (n. 1907)
- 1988 - Jole Fierro, attrice italiana (n. 1926)
- 1988 - Adolfo Geri, attore e doppiatore italiano (n. 1912)
- 1988 - Renato Salvatori, attore italiano (n. 1934)
- 1988 - Pierre Virion, giornalista e scrittore francese (n. 1899)
- 1988 - Charles Willeford, scrittore, poeta e critico d'arte statunitense (n. 1919)
- 1989 - May Allison, attrice statunitense (n. 1890)
- 1989 - Antonio Mambriani, matematico italiano (n. 1898)
- 1989 - Cláudio Santoro, compositore, direttore d'orchestra e violinista brasiliano (n. 1919)
- 1989 - Jack Starrett, attore e regista statunitense (n. 1936)
- 1990 - Percy Beard, ostacolista e allenatore di atletica leggera statunitense (n. 1908)
- 1990 - Marilyn Buferd, attrice statunitense (n. 1925)
- 1990 - Ray Kuka, cestista e allenatore di pallacanestro statunitense (n. 1922)
- 1990 - Francesco Panitteri, magistrato e militare italiano (n. 1921)
- 1991 - Alfredo Campoli, violinista inglese (n. 1906)
- 1991 - Heinrich Gerlach, scrittore tedesco (n. 1908)
- 1991 - Aldo Ray, attore statunitense (n. 1926)
- 1991 - Igor' Rëmin, calciatore sovietico (n. 1940)
- 1992 - Archimede Cirinnà, pittore e scultore italiano (n. 1908)
- 1992 - Anita Colby, modella e attrice statunitense (n. 1914)
- 1992 - Franz Lenhart, pittore e disegnatore austriaco (n. 1898)
- 1992 - James E. Webb, funzionario statunitense (n. 1906)
- 1993 - Charles Anderson, cavaliere statunitense (n. 1914)
- 1993 - Kamal Hasan Ali, generale e politico egiziano (n. 1921)
- 1993 - Clifford Jordan, sassofonista statunitense (n. 1931)
- 1993 - Paul László, architetto e designer ungherese (n. 1900)
- 1993 - Kate Reid, attrice canadese (n. 1930)
- 1993 - Ernst Streng, pistard tedesco (n. 1942)
- 1995 - René Allio, regista francese (n. 1924)
- 1995 - Paul Brinegar, attore statunitense (n. 1917)
- 1995 - Felipe Carone, attore brasiliano (n. 1920)
- 1995 - Margita Figuli, scrittrice slovacca (n. 1909)
- 1995 - Maurizio Gucci, imprenditore italiano (n. 1948)
- 1995 - Francesco Longo, sceneggiatore e regista italiano (n. 1931)
- 1995 - Imre Nyéki, nuotatore ungherese (n. 1928)
- 1996 - Ignace Kowalczyk, calciatore tedesco (n. 1913)
- 1996 - André Lefevere, linguista belga (n. 1945)
- 1996 - Samuel Schoenbaum, saggista e biografo statunitense (n. 1927)
- 1997 - Bob Dillabough, hockeista su ghiaccio canadese (n. 1941)
- 1997 - Hugh Horner, medico e politico canadese (n. 1925)
- 1997 - Ella Maillart, scrittrice, fotografa e velista svizzera (n. 1903)
- 1997 - Benno Premsela, designer, artista e attivista olandese (n. 1920)
- 1997 - Émile Stijnen, calciatore belga (n. 1907)
- 1998 - Julio César Britos, calciatore uruguaiano (n. 1926)
- 1998 - John William Comber, vescovo cattolico e missionario statunitense (n. 1906)
- 1998 - David McClelland, psicologo statunitense (n. 1917)
- 1998 - Ferdinand Anton Ernst Porsche, imprenditore austriaco (n. 1909)
- 1999 - Carmelo Cammarata, scultore italiano (n. 1924)
- 1999 - Ernestina de Champourcín, scrittrice spagnola (n. 1905)
- 1999 - Nahum Stelmach, calciatore israeliano (n. 1936)
- 2000 - Ian Dury, cantautore e attore britannico (n. 1942)

## XXI secolo(131)
- 2001 - Anthony Dexter, attore statunitense (n. 1913)
- 2001 - Gérard Verbeke, presbitero e storico della filosofia belga (n. 1910)
- 2001 - Cinzio Violante, storico italiano (n. 1921)
- 2002 - Milton Berle, comico, attore e showman statunitense (n. 1908)
- 2002 - Dudley Moore, attore, comico e pianista britannico (n. 1935)
- 2002 - Tadeusz Rut, martellista e discobolo polacco (n. 1931)
- 2002 - Sture Stork, velista svedese (n. 1930)
- 2002 - Lotte Ulbricht, tedesca (n. 1903)
- 2002 - Daniele Vimercati, giornalista e conduttore televisivo italiano (n. 1957)
- 2002 - Billy Wilder, regista, sceneggiatore e produttore cinematografico austriaco (n. 1906)
- 2003 - Angelo Arpa, critico cinematografico, scrittore e gesuita italiano (n. 1909)
- 2003 - Edwin Carr, compositore neozelandese (n. 1926)
- 2003 - Daniel Ceccaldi, attore, scrittore e regista teatrale francese (n. 1927)
- 2003 - Fiorenzo Fiorentini, attore, sceneggiatore e compositore italiano (n. 1920)
- 2003 - Elio Vanara, calciatore italiano (n. 1944)
- 2003 - Paul Zindel, drammaturgo, scrittore e sceneggiatore statunitense (n. 1936)
- 2004 - Christopher Longuet-Higgins, chimico britannico (n. 1923)
- 2004 - Hans Sommer, ciclista su strada svizzero (n. 1920)
- 2005 - Vittoriano Della Cananea, violoncellista e insegnante italiano (n. 1919)
- 2005 - Antonio Téllez Sola, giornalista, storico e anarchico spagnolo (n. 1921)
- 2005 - Eugenio Turri, geografo, scrittore e viaggiatore italiano (n. 1927)
- 2005 - Ahmed Zaki, attore egiziano (n. 1949)
- 2006 - Orazio Barbieri, politico e partigiano italiano (n. 1909)
- 2006 - Werner Camichel, bobbista svizzero (n. 1945)
- 2006 - Dan Curtis, sceneggiatore, regista e produttore televisivo statunitense (n. 1927)
- 2006 - Lisa Davanzo, pedagogista e poetessa italiana (n. 1917)
- 2006 - Ian Hamilton Finlay, poeta, scrittore e architetto del paesaggio scozzese (n. 1925)
- 2006 - Stanisław Lem, scrittore polacco (n. 1921)
- 2006 - Rudolf Vrba, scrittore, docente e medico slovacco (n. 1924)
- 2007 - Domenico Fenocchio, pilota motociclistico italiano (n. 1913)
- 2007 - Paul Lauterbur, chimico statunitense (n. 1929)
- 2007 - Günter Mack, attore tedesco (n. 1930)
- 2007 - Faustino Oramas, cantante, chitarrista e compositore cubano (n. 1911)
- 2007 - Joe Sentieri, cantautore italiano (n. 1925)
- 2007 - John Aloysius Ward, arcivescovo cattolico britannico (n. 1929)
- 2007 - Yang Zhenji, artista marziale cinese (n. 1921)
- 2008 - Ina Ender, modella tedesca (n. 1917)
- 2008 - Mario Ercolani, banchiere italiano (n. 1913)
- 2009 - Anna Maria Mammoliti, attivista, giornalista e editrice italiana (n. 1944)
- 2010 - Dick Giordano, fumettista, disegnatore e curatore editoriale statunitense (n. 1932)
- 2010 - Zbigniew Gut, calciatore polacco (n. 1949)
- 2010 - Lina Lancia, cantante italiana (n. 1932)
- 2010 - Walter Schneider, pilota motociclistico tedesco (n. 1927)
- 2010 - Vasilij Vasil'evič Smyslov, scacchista russo (n. 1921)
- 2011 - Clement Arrindell, politico nevisiano (n. 1931)
- 2011 - José Comblin, presbitero, teologo e scrittore belga (n. 1923)
- 2011 - Masoud Estili, calciatore e giocatore di calcio a 5 iraniano (n. 1969)
- 2011 - Farley Granger, attore statunitense (n. 1925)
- 2011 - H. R. F. Keating, scrittore britannico (n. 1926)
- 2011 - George Tooker, pittore statunitense (n. 1920)
- 2012 - Angelo Carrara, produttore discografico italiano (n. 1945)
- 2012 - Ademilde Fonseca, cantante brasiliana (n. 1921)
- 2012 - Irma Kolassi, mezzosoprano greca (n. 1918)
- 2012 - Hilton Kramer, critico d'arte e saggista statunitense (n. 1928)
- 2012 - Arnaldo Pizzorusso, francesista italiano (n. 1923)
- 2012 - Adrienne Rich, poeta e saggista statunitense (n. 1929)
- 2012 - Mario Socrate, ispanista, poeta e romanziere italiano (n. 1920)
- 2012 - Warren Stevens, attore statunitense (n. 1919)
- 2012 - Garry Walberg, attore statunitense (n. 1921)
- 2012 - Daniel Zamudio, cileno (n. 1987)
- 2013 - Hjalmar Andersen, pattinatore di velocità su ghiaccio norvegese (n. 1923)
- 2013 - Yvonne Brill, matematica e chimica canadese (n. 1924)
- 2013 - Fay Kanin, sceneggiatrice, drammaturga e produttrice cinematografica statunitense (n. 1917)
- 2013 - Tobias Kaufmann, hockeista su ghiaccio, hockeista in-line e dirigente sportivo italiano (n. 1970)
- 2014 - Nevio De Zordo, bobbista italiano (n. 1943)
- 2014 - Augustin Deleanu, calciatore e dirigente sportivo rumeno (n. 1944)
- 2014 - Richard N. Frye, linguista, filologo e iranista statunitense (n. 1920)
- 2014 - Nikolaj Karpov, attore teatrale russo (n. 1949)
- 2014 - Joseph Rigano, attore statunitense (n. 1933)
- 2014 - James R. Schlesinger, economista e politico statunitense (n. 1929)
- 2015 - Rik Battaglia, attore italiano (n. 1927)
- 2015 - Otto Paul Clavadetscher, storico svizzero (n. 1919)
- 2015 - B.J. Crosby, attrice e cantante statunitense (n. 1952)
- 2015 - Rod Hundley, cestista e giornalista statunitense (n. 1934)
- 2015 - Olga Syahputra, attore indonesiano (n. 1983)
- 2015 - Mate Trojanović, canottiere jugoslavo (n. 1930)
- 2015 - George Wang, attore cinese (n. 1918)
- 2015 - Susumu Yokota, musicista giapponese (n. 1961)
- 2016 - Vince Boryla, cestista, allenatore di pallacanestro e dirigente sportivo statunitense (n. 1927)
- 2016 - Germinal Casado, ballerino, coreografo e costumista spagnolo (n. 1934)
- 2016 - Judy-Joy Davies, nuotatrice australiana (n. 1928)
- 2016 - Alain Decaux, storico francese (n. 1925)
- 2016 - Antoine Demoitié, ciclista su strada belga (n. 1990)
- 2016 - Abel Dhaira, calciatore ugandese (n. 1987)
- 2016 - Madre Angelica, badessa e personaggio televisivo statunitense (n. 1923)
- 2017 - Romolo Bizzotto, calciatore e allenatore di calcio italiano (n. 1925)
- 2017 - Arthur Blythe, compositore e sassofonista statunitense (n. 1940)
- 2017 - Leone Cimpellin, fumettista italiano (n. 1926)
- 2017 - Velik Kapsăzov, ginnasta bulgaro (n. 1935)
- 2017 - Ėduard Mudrik, calciatore sovietico (n. 1939)
- 2017 - Robert Parr, chimico statunitense (n. 1921)
- 2017 - David Storey, drammaturgo e scrittore inglese (n. 1933)
- 2018 - Stéphane Audran, attrice francese (n. 1932)
- 2018 - Vittorio Parola, politico italiano (n. 1935)
- 2018 - Nausicaa Policicchio, soprano italiana (n. 1963)
- 2018 - Clément Rosset, filosofo e scrittore francese (n. 1939)
- 2019 - Valerij Fëdorovič Bykovskij, cosmonauta sovietico (n. 1934)
- 2019 - Roy Eugene Davis, saggista statunitense (n. 1931)
- 2019 - Jan Dydak, pugile polacco (n. 1968)
- 2020 - Mario Benedetti, poeta italiano (n. 1955)
- 2020 - Brian Blume, editore e autore di giochi statunitense (n. 1950)
- 2020 - Mirna Doris, cantante italiana (n. 1940)
- 2020 - Simone Fubini, dirigente d'azienda e imprenditore italiano (n. 1930)
- 2020 - Daniel Gevargiz, sollevatore iraniano (n. 1940)
- 2020 - Les Hunter, cestista statunitense (n. 1942)
- 2020 - Hamed Karoui, politico tunisino (n. 1927)
- 2020 - Vladimir Ljubomudrov, regista sovietico (n. 1939)
- 2020 - Ermes Polli, calciatore italiano (n. 1937)
- 2020 - Germano Proverbio, religioso e latinista italiano (n. 1924)
- 2020 - Manuel Usher, cestista e allenatore di pallacanestro uruguaiano (n. 1932)
- 2021 - Salvatore Frasca, politico italiano (n. 1928)
- 2021 - Petr Kellner, imprenditore ceco (n. 1964)
- 2021 - Mary Jeanne Kreek, neuroscienziata statunitense (n. 1937)
- 2021 - Gianlorenzo Pacini, slavista e traduttore italiano (n. 1930)
- 2022 - Lars Bloch, attore e compositore danese (n. 1938)
- 2022 - Titus Buberník, calciatore cecoslovacco (n. 1933)
- 2022 - Ayaz Mütallibov, politico azero (n. 1938)
- 2022 - Hans Perrier, cestista e allenatore di pallacanestro olandese (n. 1936)
- 2022 - Aleksandra Zabelina, schermitrice sovietica (n. 1937)
- 2023 - James Bowman, controtenore britannico (n. 1941)
- 2023 - Kauko Kauppinen, cestista finlandese (n. 1940)
- 2023 - Max Hardcore, attore pornografico, produttore cinematografico e regista statunitense (n. 1956)
- 2023 - Gianguido Milanesi, schermidore italiano (n. 1935)
- 2023 - Gianni Minà, giornalista, scrittore e conduttore televisivo italiano (n. 1938)
- 2023 - Ennio Ponzi, rugbista a 15 italiano (n. 1951)
- 2024 - Angelo Abenante, politico italiano (n. 1927)
- 2024 - Andrij Antonyščak, politico e militare ucraino (n. 1969)
- 2024 - Choi Dae-shik, calciatore sudcoreano (n. 1965)
- 2024 - Daniel Kahneman, psicologo israeliano (n. 1934)
- 2024 - Joe Lieberman, politico statunitense (n. 1942)
- 2025 - Brad Holland, disegnatore, illustratore e pittore statunitense (n. 1943)

## Senza anno specificato(1)
- Cuno I di Rott, nobile tedesco